# Rafael Reyes
Rafael Reyes Prieto (Santa Rosa de Viterbo, 5 de dezembro de 1849 – Bogotá, 18 de fevereiro de 1921) foi um diplomata e político colombiano. Ele ocupou o cargo de presidente da república de seu país entre 7 de agosto de 1904 e 27 de julho de 1909, logo após a Guerra dos Mil Dias.